# غذاء رئيسي
في بعض الأحيان تتم الإشارة إلى الأغذية الرئيسية باسم الغذاء الرئيسي، وهو الطعام الذي نأكله بشكل روتيني وبكميات تمثل جزءًا أساسيًا من النظام الغذائي القياسي في تعداد سكاني محدد، مما يوفر جزءًا كبيرًا من الاحتياجات الغذائية من المواد الغذائية الغنية بالطاقة وعادة جزءًا كبيرًا من الكميات التي يتم تناولها من المواد الغذائية الأخرى أيضًا. ويعيش معظم الأفراد وفق نظام غذائي يعتمد فقط على عدد قليل من المواد الغذائية الرئيسية.
تختلف أنواع الأغذية الرئيسية من مكان إلى مكان، ولكن عادة تكون من الأغذية غير المكلفة أو التي تتوفر بسهولة والتي توفر واحدة أو أكثر من المغذيات الدقيقة الحيوية المطلوبة للحياة والصحة وهي: النشويات والبروتينات والدهون، ومن الأمثلة التقليدية للمواد الغذائية الرئيسية سنجد الجذور أو الدرنة والحبوب والبقوليات والبذور الأخرى. ويمكن أن يتم تناول الأغذية الرئيسية لمجتمع معين كل يوم أو مع كل وجبة، ولقد كانت المجتمعات المبكرة تقدر الطعام الذي تعتبره من الأغذية الرئيسية لها لأنه، بالإضافة إلى توفير التغذية الأساسية الضرورية، فإنه عادة يكون مناسبًا للتخزين على فترات طويلة دون أن يفسد. وتعتبر هذه الأطعمة القابلة للتخزين هي الأغذية الرئيسية الوحيدة التي يمكن توفرها خلال مواسم عدم توفر الغذاء، مثل الفترات الجافة أو مواسم الشتاء ذات الطقس البارد، مقابل أوقات الحصاد حيث يتم تخزين الطعام؛ وخلال المواسم التي يتوفر بها الكثير من الخيارات الأوسع نطاقًا للأطعمة.
تشتق معظم الأغذية الرئيسية إما من الحبوب مثل القمح أو الشعير أو الجاودار أو الذرة أو الأرز أو من الدرنة النشوية أو جذور الخضراوات مثل البطاطس ويام والقلقاس والكسافا. كما تتضمن الأغذية الرئيسية الأخرى الحبوب القطانية (البقوليات المجففة) ودقيق الساغو (المشتق من لب نخلة الساغو) والفاكهة مثل ثمرة الخبز وموز الجنة، كما يمكن أن تتضمن الأغذية الرئيسية أيضًا، وذلك حسب المنطقة، الذرة الرفيعة وزيت الزيتون وزيت جوز الهند والسكر. وتتميز معظم الأغذية الرئيسية بأنها عبارة عن مواد نباتية، ولكن في بعض المجتمعات يعتبر الصيد هوالمصدر الرئيسي للتغذية.[بحاجة لمصدر]

## ملف التعريف الديموغرافي للأغذية الرئيسية
من بين أكثر من 50000 نوع نبات قابل للأكل حول العالم، منها مئات قليلة فقط تساهم بالجزء الأكبر من مصادر الغذاء للإنسان. ويوجد 15 محصولاً نباتيًا فقط توفر 90% من الطاقة الغذائية التي يتم تناولها على مستوى العالم، مع مساهمة كل من الأرز والذرة والقمح بثلثي الاستهلاك الغذائي للإنسان. وتعتبر هذه المحاصيل الثلاثة وحدها هي الأغذية الرئيسية لأكثر من 4 مليارات فرد.
وعلى الرغم من وجود أكثر من 10000 نوع من عائلة الحبوب، إلا أن القليل فقط منها تتم زراعته بشكل موسع في فترة الألفي (2000) عام الماضية، ويعتبر الأرز وحده هو المغذي لحوالي نصف البشرية، كما أن الجذور والدرنات من المواد الغذائية الرئيسية لأكثر من مليار فرد في الدول النامية؛ وهو حوالي 40% من الطعام الذي يأكله نصف تعداد جنوب الصحراء الأفريقية، والكسافا كذلك من المواد الغذائية الرئيسية الكبرى الأخرى في الدول النامية، مما يوفر النظام الغذائي الأساسي لحوالي 500 مليون فرد. وتعتبر الجذور والدرنات من المواد الغذائية الغنية بالنشويات والكالسيوم وفيتامين ج ولكنه منخفض من ناحية البروتين.
تعتبر المواد الغذائية الرئيسية الموجودة في الأجزاء المختلفة من العالم هي نتيجة لأنماط المناخ والطقس والاتجاه المحلي وقيود وثوابت الزراعة المكتسبة من الأذواق والنظام الإيكولوجي. على سبيل المثال، تعتبر الحبوب هي المصدر الغذائي الرئيسي للطاقة في النظام الغذائي الأفريقي المتوسط (46%) والجذور والدرنات (20%) والمنتجات الحيوانية (7%)، أما في المجتمع الأوروبي الغربي فتتمثل المواد الغذائية الرئيسية في النظام الغذائي المتوسط في المنتجات الحيوانية (33%) والحبوب (26%) والجذور والدرنات (4%)، وبالمثل، فإن المواد الغذائية الرئيسية المستخدمة كمصدر للطاقة تختلف بشدة ضمن الأجزاء المختلفة من الهند، بسبب المناخ الأبرد بالقرب من جبال الهيمالايا والمناخ الدافئ في الجنوب.